# Готгольд Ефраїм Лессінг
Го́тгольд-Ефраїм Лессінг, також Ґо́тгольд-Ефраїм Лессінг (22 січня 1729, Каменц, Саксонія, — 15 лютого 1781, Брауншвайг) — німецький драматург, теоретик мистецтва і літературний критик-просвітитель. Основоположник німецької класичної літератури.
Писав байки в прозі, драматичні твори, критичні твори.

## Біографія
Народився в сім'ї пастора в невеликому саксонському містечку Каменц. Батько Лессінга був настоятелем міського собору, робота почесна, але малоприбуткова. Старшому з дванадцяти дітей батьки дали добру освіту. З 1741 до 1746 pp. Лессінг навчався у Мейсенській князівській школі, яку закінчив із похвальним атестатом. Через багато років, озираючись на пройдений шлях, Лессінг писав: «Теофраст, Плавт, Теренцій були моїм світом, який я спокійно вивчав у вузькій царині схожої на монастир школи. Як хотілося б мені повернутись у ці роки, — єдині роки, коли я жив щасливо».
З 1746 до 1748 pp. Лессінг — студент богословського факультету Лейпцизького університету, але через багато років він насилу міг пригадати зміст прослуханих ним курсів. Доволі рано виявивши, що читання книг дає небагато для знання життя, сімнадцятирічний Лессінг з притаманною молодості жадобою насолод поринув у світ цього дивовижного міста, яке було на той час «малим Парижем».
Лессінг розумів, що його манери й зовнішній вигляд далекі від досконалості, але юнак не розгубився й доволі швидко досяг успіхів у науці фехтування, танців і вольтижування. Лессінг згадував: «Цей добрий початок дуже мене підбадьорив. Моє тіло стало спритнішим, і я почав шукати товариства, щоб тепер навчитися жити». Пошуки були нетривалими. Лессінг познайомився з актрисами трупи Кароліни Нейбер, писав комедії для її мандрівного театру. Але трупа невдовзі змушена була покинути Лейпциг, а Лессінг зазнав першого удару долі: він мусив ховатися від кредиторів, що переслідували його.
У серпні 1748 р. Лессінг приїхав у Віттенберг, де вступив на медичний факультет, але його й тут наздогнали кредитори, і Лессінг подався у Берлін, що був прямою протилежністю до Лейпцига. Характеристики, які зустрічаються в записах іноземців, що побували в прусській столиці, вирізняються дивовижною схожістю з зауваженням італійського поета В. Альф'єрі, котрий охарактеризував Берлін як «велику казарму», а прусську державу назвав «велетенською і суцільною гауптвахтою». Атмосферу цієї гауптвахти точно передасть Лессінг у своїй «німецькій комедії» з часів Семилітньої війни. Але поки він провадив життя вільного письменника і критика, дописуючи до «Берлінської газети», відомої за іменем видавця як «Фоссова газета», аж до 1755 р.
До цього періоду належить і перша проба письменницького пера Лессінга. Його спроби в царині поезії були дуже несамостійні, а пристрасть до театру, що виникла ще в Лейпцигу, породила бажання стати «німецьким Мольєром». Лессінг написав комедії «Молодий учений» (1748), «Євреї» (1749), «Вільнодумець» (1749) та ін.
У 1751 р. Лессінг приїхав у Віттенберг, щоби здобути вчений ступінь, але замість «кандидата медицини» став магістром вільних наук. До свого академічного ступеня Лессінг ставився так само байдуже, як і до придворного чину надвірного радника, який він отримав проти своєї волі. Наприкінці 1752 р. Лессінг повернувся у Берлін, щоби продовжити співпрацю з «Фоссовою газетою», у ній він вів відділи наукових новин і фейлетонів, публікуючи різні твори наукового та літературного характеру. Одночасно він виступав як перекладач, а потім спробував організувати власні театральні періодичні видання.
У 1753—1755 pp. вийшло перше шеститомне зібрання творів Лессінга, яке об'єднало його юнацькі вірші, драми та прозаїчні твори. Лессінг зажив слави в літературних та читацьких колах як критик і багатообіцяючий письменник.
У своїх критичних виступах 1750-х pp. Лессінг торкався не лише питань літератури. Він порушив низку найважливіших соціальних, філософсько-історичних та моральних проблем, пропагує вчення англійських і французьких просвітників, поділяючи чимало їхніх поглядів. Так, у «Фоссовій газеті» з'явилися рецензії на праці Вольтера, Ш. де Монтеск'є, Ж. -Ж. Руссо, Д. Дідро.
Лессінг, як і більшість просвітників, надавав великого значення театрові, розглядаючи його як найдієвіший з усіх видів мистецтв. Переймаючись жалюгідним станом театральної справи в Німеччині, Лессінг не лише глибоко вивчав сучасний англійський і французький театри, а й його витоки та традиції. Критик ставив перед собою завдання вивести німецький театр із жалюгідного стану та виховати справжнього глядача. Тому він організував один за одним низку театральних журналів, з допомогою яких намагався оновити репертуар театру, реформувати панівні принципи драматургії. Так вийшли друком «Матеріали до історії та критичної оцінки театру» (1750), додатком до них стала «Театральна бібліотека»(1754—1758). Питання драматургії займають помітне місце у третьому з журналів «Листи про нову німецьку літературу» (1759—1760), зміст якого вже мав більш універсальний характер. Вершиною у розвитку естетики драми і театру стала "Гамбурзька драматургія "(1767—1769).
Берлінський період життя Лессінга був ознаменований і появою першої німецької міщанської трагедії. Це була «Міс Сара Сампсон» (1755), написана на віллі під Потсдамом. Сучасники згадували, що успіх п'єси був величезний: під час першої вистави у Франкфурті-на-Одері, на якій був присутнім і сам автор, глядачі упродовж трьох з половиною годин сиділи тихо, як статуї, і плакали. Подібної п'єси в історії німецької драми ще не було. Вперше перед глядачами в п'єсі, жанр якої означений як трагедія, були представлені не царі та міфологічні герої, а прості, незнатні люди, та й події розгорталися не на полях боїв чи в королівських апартаментах, а в буденній побутовій обстановці.
Лессінг, якому були близькі слова англійського письменника А. Поупа, що «найшляхетнішим предметом занять для людини є людина», звернувся в своїй трагедії до дослідження людини, світу її почуттів, простих і зворушливих. Дія його п'єси розгортається в Англії.
Та обставина, що герої трагедії мають англійські імена й дія відбувається в Англії, цілком зрозуміла: для Німеччини цей жанр був новим, і, звернувшись до нього, Лессінг значною мірою орієнтувався на англійця Дж. Лілло — автора досить популярної п'єси «Лондонський купець». Услід за ним Лессінг робить героями свого твору представників «третього стану», а події, які вони переживають, переносить у сферу буденного. «Сара Сампсон» поклала початок німецькому просвітницькому театрові.
Після виходу «Міс Сари Сампсон» матеріальне становище Лессінга не покращилося, і неможливість створити в Німеччині придатні для життя умови змусила критика у 1755 р. навіть думати про поїздку в Москву, де він міг розраховувати на місце професора при щойно відкритому Московському університеті. Після невдалої спроби здійснити разом з купцем Вінклером подорож, Лессінг повернувся в 1758 р. і з 1759 р. видавав журнал «Листи про нову літературу» (1759—1766), в якому вів боротьбу за створення нової літератури, заперечуючи класичні канони й наслідування античних зразків. Особливо відомим був 17-й «Літературний лист», у якому Лессінг говорив про «Великого Трагічного поета» В. Шекспіра, називаючи його драматургію «повнокровною і мужньою». Найближчою за духом до шекспірівських драм Лессінг вважав німецьку народну легенду про доктора Фауста], а сцену з власного «Фауста» Лессінг вмістив у 17-му листі.
У 1759 р. у Берліні вийшли друком байки, які Лессінг об'єднав у три книги. Збірці байок передував спеціальний роздум, у якому автор виклав свою теорію жанру. На думку Лессінга, байка займає проміжне місце між поезією й мораллю, перебуває на межі цих областей, підпорядковуючись законам кожної з них. Байки Лессінга становлять інтерес радше як експеримент, аніж високохудожні твори. У них міститься критика німецького суспільства XVIII ст. («Водяна змія», «Осел і вовк»), а також сатира на фрідріхівську Німеччину («Дарунок фей»), звучить захист гідності простої людини («Шаховий кінь»), розвінчується міф про всемогутність можновладців («Войовничий вовк»).
11 листопада 1760 року Лессінг був обраний членом-кореспондентом Берлінської Академії наук, але ця звістка не застала його в столиці. Лессінг поїхав у Бреславль, де понад чотири роки перебував на посаді секретаря при губернаторі Сілезії генералі Тауенцині. Наслідком поглиблених студій в царині теорії й історії мистецтва, яким були присвячені ці роки, став трактат «Лаокоон, або Про межі малярства та поезії» (1766).
Головне питання, яке розглядається у трактаті, — межі поезії та живопису, їхня специфіка та своєрідність художньої мови. Внаслідок проведеного аналізу малярства та поезії Лессінг вирізняє наступні особливості, притаманні аналізованим царинам мистецтва. Він поділяє всі види мистецтва на просторові та часові. До просторових він зараховує живопис, оскільки той зображує предмети, що перебувають поруч. До часових належить поезія, позаяк вона зображує події в русі, тобто в їхній часовій послідовності. Подібний підхід орієнтував митців слова не на описовість, а на проникнення в психологію, зображення почуттів і пристрастей. Ці міркування Лессінга справили величезний вплив на подальший розвиток поезії, посиливши інтерес до дії, зображення почуттів і пристрастей.
Перебування у Бреславлі ознаменувалося появою драми «Мінна фон Барнгельм, або Солдатське щастя» (1763—1767). Це була перша п'єса Лессінга, написана на німецькому матеріалі. Сюжет п'єси заснований на фактах німецького життя, пов'язаних з подіями Семилітньої війни (1756—1763), яка нещодавно закінчилася.
Наприкінці 1766 року Лессінг отримав запрошення від директора Гамбурзького театру і в квітні 1767-го переїхав у Гамбург, сподіваючись втілити тут свою мрію про національний театр. До того часу в Німеччині були тільки мандрівні театральні трупи, і новий театр задумувався як перший стаціонарний національний театр. Очолював цей театр Левен, людина віддана справі й освічена. Були в трупі й чудові актори, серед яких — видатний К. Екгоф, однодумець просвітників, новатор у царині акторської техніки, котрий заперечував декламаційну манеру виконання ролі, притаманну французькій школі, і ратував за природність і правдивість поведінки актора на сцені. До складу трупи входили актори Аккерман, Бек, Ганзель. Їхні імена неодноразово зустрічаються на сторінках «Гамбурзької драматургії».
Підсумком цього періоду життя Лессінга став театральний журнал, відомий під назвою «Гамбурзька драматургія» (1767—1769). Беручись за видання журналу, Лессінг ставив перед собою завдання ознайомити публіку з п'єсами поточного репертуару, мав на меті їх критичний огляд та аналіз гри акторів. Але після кількох вихваток актриси Ганзель Лессінг відмовився від останнього. Перший випуск побачив світ 1 травня 1767 p., а наступні виходили регулярно щовівторка і щоп'ятниці кожного тижня. Але надалі зберегти регулярність випусків виявилося неможливим. У повному вигляді «Гамбурзька драматургія» побачила світ навесні 1769 р.. У ній Лессінг проаналізував п'єси, які йшли на сцені театру впродовж 52 вечорів: від 22 квітня до 28 липня 1767 р. Аналіз пізніших постановок не увійшов до твору. З гіркотою говорив Лессінг про крах задуму створити національний театр на останніх сторінках «Драматургії»: «Спало на думку наївне бажання заснувати для німців національний театр, тоді як ми, німці, ще й не нація».
Культурно-історичне значення «Гамбурзької драматургії» важко переоцінити, позаяк вона є відображенням послідовної боротьби, яку вів Лессінг за створення німецького національного театру, вираженням поглядів просвітника на завдання й функції театру. У «Драматургії» Лессінг обґрунтовує точку зору на театр як на трибуну просвітницьких ідей, розробляє питання теорії драми, її функцій, проблеми характеру, дає трактування понять типового й індивідуального в драматургії та способів їхнього естетичного опанування. Особливу увагу Лессінг приділяє жанровій системі, пропонуючи свій підхід до визначення жанрової специфіки комедії, трагікомедії, «слізної драми». У цій праці Лессінг продовжив полеміку з класицистами, вважаючи, що класицизм, обстоюючи нормативність як критерій естетичної вартості, позбавляє мистецтво його органічної природи. Зразком мистецтва, близького до природи, для Л. був В. Шекспір; ім'я англійського драматурга неодноразово зустрічається у «Гамбурзькій драматургії».
Теорія драми], всебічно розроблена Лессінгом у «Гамбурзькій драматургії», стала своєрідним полем боротьби за поновлення в правах мистецтва, зверненого не до інтересів двору, а підпорядкованого завданням осягнення людини. Чітко й недвозначно Лессінг заявляє: «Двір аж ніяк не є тим місцем, де поет може вивчати природу. Якщо ж пишнота й етикет перетворюють людей на машини, то справа поета — знову перетворити ці машини на людей».
Невдачі переслідували Лессінга у Гамбурзі. Після закриття театру зазнав фіаско й почин Л. заснувати власну друкарню та книжкову ятку. Становище було безпорадне. Усі спроби влаштуватися в Берліні виявилися безуспішними, і, щоб хоч якось забезпечити майбутнє своєї родини, Лессінг прийняв пропозицію герцога Брауншвейґського й поїхав у Вольфенбюттель, де з травня 1770 р. і до кінця життя працював бібліотекарем. Слід зауважити, що книгозбірня у Вольфенбюттелі була однією із найкращих у Європі, але й власник її, принц-наступник Карл-Вільгельм-Фердинанд, був одним із наймерзенніших деспотів Німеччини XVIII ст. Перебування в Брауншвайзі було, мабуть, найважчим періодом у житті Лессінга. Лише на короткий час йому вдалося вирватися 1775 р. до Італії, де Лессінг відвідав Рим, Флоренцію, Мілан, а на зворотній дорозі заїхав у Відень. Тут у 1776 р. він взяв шлюб з Євою Кеніг, з якою був заручений ще з 1771 р. Родинне щастя Лессінга було нетривалим. Через рік Єва померла, забравши з собою у могилу єдиного сина. Відчаю Лессінга не було меж. Повільно згасало його життя. 15 лютого 1781 p., вирушивши у Брауншвейг, він помер.
Останній період у житті Лессінга ознаменувався появою трагедії «Емілія Галотті» (1772). Дія п'єси відбувається в Італії. Однак зображені в ній події безпосередньо пов'язані з обстановкою в Німеччині, і лише з цензурних міркувань письменник вдався до деяких (втім, доволі прозорих) інакомовлень. Передано важку та гнітючу атмосферу князівської сваволі, характерної для Німеччини часів Лессінга.

## Творчість
«Мінна фон Барнгельм, або Солдатське щастя» (1763—1767) 
Головний герой комедії, прусський офіцер Тельгайм, розуміючи, що мешканці ворожої Тюрингії не здатні виплатити надто велику контрибуцію, допоміг їм і вніс у казну власні дві тисячі пістолів, попередньо взявши з мешканців Тюрингії розписку. Після встановлення миру він прохає прусський уряд повернути йому ці гроші, але уряд запідозрив у гуманному вчинку Тельгайма злочин. Він вирішив, що мешканці Тюрингії видали майорові розписку як вдячність за те, що той просив зменшити контрибуцію. І ось майор Тельгайм, незважаючи на поранення й бойові заслуги, звільнений у запас без пенсії, проти нього порушено кримінальну справу. Він, зганьблений, живе у скромному берлінському готелі, очікуючи на вирішення своєї долі.
У цьому готелі його розшукала Мінна фон Барнгельм, одна з найбагатших і найзнаменитіших спадкоємиць Тюрингії. Свого часу вона була дуже зворушена гуманним вчинком Тельгайма і покохала його. Майор від'їздить із Тюрингії нареченим Мінни, але потім, опинившись у скрутному становищі, відмовляється від неї задля її ж блага. І ось тоді Мінна розігрує комедію: вона оголошує, що її багатий дядечко, на спадок якого вона розраховувала, позбавив її спадщини через неприязнь до Тельгайма. Тепер вони обоє бідні й ніщо не заважає їм поєднатися. У цей час Тельгайм отримує звістку, що його честь поновлена і король повернув його на службу. Але тепер Мінна не дає згоди на шлюб, позаяк їхні ролі начебто перемінилися. Урешті-решт, все з'ясовується, і Мінна виходить заміж за коханого нею Тельгайма.
Щаслива розв'язка, розіграна Мінною роль бідної дівчини дали Лессінгу підставу назвати свою п'єсу комедією, але проникливий читач не міг не помітити новаторського характеру твору. Це була перша на німецькій сцені п'єса із сучасним змістом, що опирався на німецький матеріал. Лессінг заявив про себе як майстер побудови характерів реалістичних і психологічно переконливих, які вирізнялися гармонійним поєднанням індивідуальних і загальнолюдських рис. Майор Тельгайм — прусський офіцер, але він дуже далекий від усталеного стереотипу фрідріхівського служаки. Це передусім людина високих моральних принципів, шляхетна і чесна. Він гордий і не заражений вірусом низькополонництва, переконаний у торжестві справедливості, демократичний з підлеглими, шляхетний з дамами. Через це такі віддані йому вахмістр Вернер та слуга Юст. Вони знають, що Тельгайм — це смілива й пряма людина. Під час війни він не ховався від куль і слугував прикладом для вояків. Майор вміє витримувати і прихильність, і немилість примхливої солдатської служби. Шляхетне ставлення до переможених мешканців Тюрінгії та кохання до вродливої саксонки Мінни виявляють у майорі відсутність вузького націоналізму, властивого для прусської воєнщини. Перед нами людина широких поглядів на життя, у якій воїнське покликання та свої питання честі. Лессінг, створюючи образ Тельгайма, спробував підкреслити в ньому передусім загальнолюдські чесноти, виразником яких цілком свідомо вже не вперше зробив людину з «третього стану».
Безсумнівним художнім досягненням Лессінг став і чарівливий образ Мінни. Вона винятково жіночна, віддана своєму нареченому. Головний зміст її життя полягає в коханні, задля якого вона вирушає на пошуки свого коханого, знехтувавши усіма загальноприйнятими нормами і скоряючись лише голосу власного серця та розуму. З дивовижною винахідливістю та відвагою вступає Мінна у бій за своє щастя, готова боротися до переможного кінця. І тут у п'єсі їй немає рівних. Навіть у найбезнадійніших, здавалося би, ситуаціях вона не втрачає мужності, вміло використовуючи й жіночі чари, й жіночі примхи, але завжди залишаючись життєрадісною й природною.
Ім'я Мінни зовсім не випадково винесене в заголовок п'єси, адже конфлікт драми будується якраз на зіткненні простих і таких зрозумілих для кожного почуттів із бездушною, а тому протиприродною державною машиною, котра може позбавити чесну людину пенсії, але ніколи не зможе відібрати права кохати й бути коханим, а тому притаманні для Мінни риси автор помножує, вводячи в п'єсу образ вірної та відданої пам'яті свого чоловіка вдови (Дама в чорному), винахідливої й завжди готової розділити долю зі своїм коханим Франціски (служниця Мінни).
Віртуозно виконані в п'єсі й характери епізодичних осіб: Дами в чорному, Корчмаря, Юста. Сатирична майстерність Лессінга проявилася у створенні образу Рікко де ла Марліньєра, людини без принципів і без батьківщини; передачі атмосфери, що панує в прусській державі. У цій п'єсі Лессінг показав себе майстром, який досконало володіє законами драматичного мистецтва. Він демонструє мистецтво діалогічної мови, володіє технікою організації драматичної дії, майстерно вибудовує інтригу, уникаючи дешевих трюків і щоразу вражаючи глядача незвичним поворотом подій. Як наслідок, комедійна інтрига наповнюється дивовижним за глибиною змістом, зсередини підриваючи усталені рамки комедії. На наших очах відбувається народження нового жанру, який історики літератури називають «міщанською драмою».
На новаторський характер п'єси вказує й друга частина її назви — «Солдатське щастя». Щаслива розв'язка, яка підсумовує перипетії долі героїв твору, навряд чи може бути сприйнята всерйоз. У державі, де завжди знайдуться послужливі корчмарі-виказувачі, де процвітають «марліньєри», де забувають загиблих за батьківщину вояків та їхні родини (історія Марлофа), а чесній людині доводиться сподіватися на прихильність долі, навряд чи варто розраховувати на тривале та безхмарне щастя.
Шлях «Мінни фон Барнгельм» на сцену був нелегким. Після довгих зволікань 30 вересня 1767 року вона була поставлена на сцені Гамбурзького театру. Роль Тельгайма виконував Конрад Екгоф. У Берліні п'єса була поставлена лише після того, як обійшла сцени Ганновера, Франкфурта-на-Майні, Відня, Ляйпциґа. Прем'єра відбулася 21 березня 1768 р. і мала величезний успіх. Й. -В. Ґете у розмові з Й. -П. Еккерманом, згадуючи роки своєї молодості, зауважив: «…як впливала ця п'єса на нас, молодь, коли вона вперше з'явилася в ту похмуру епоху! Це був воістину осяйний метеор. Вона показала, що існує щось вище, про що наша тогочасна слабка література не давала ані найменшого уявлення».
«Емілія Галотті» (1772)

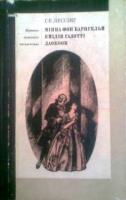
Г. Є. Лессінг Мінна фон Барнхельм, Емілія Ґалотті, Лаокон.-К.:"Дніпро".-1976.-335 с.

Головна героїня трагедії, Емілія Ґалотті, вихована своїм батьком, полковником Одоардо, згідно із суворими приписами родинної пристойності. У неї є наречений, граф Аппіані. Несподівано на балу з Емілією познайомився принц Етторе Гонзаго. Він захопився Емілією. Підступний царедворець Марінеллі допомагає принцові організувати напад на весільний кортеж, вбити графа Аппіані, а Емілію переправити до замку Етторе Гонзаго.
Батько Емілії, сповіщений про злочин, поспішає до палацу. Тут його зустрічає графиня Орсіна, котра розповідає Одоардо всю правду. Нещасний батько домагається зустрічі з донькою. Емілія повідомляє йому, що боїться не насилля, а спокуси, перед якою може не встояти. Вихована в суворих релігійних правилах, Емілія страждає й мучиться від своєї вразливості. Вона готова накласти на себе руки, але, вирвавши в неї кинджал, батько не дає їй убити себе. Смертельного удару він завдає їй сам, рятуючи її від приниження і образливого становища фаворитки.
Усією логікою розвитку дії в «Емілії Ґалотті» Лессінг переконує, що не лише «особи історичні», а й «особи приватні» — а саме такими показані тут Емілія та Одоардо — здатні бути справжніми героями і підкоряти свої почуття велінням обов'язку. Лессінг закликає своїх співгромадян відмовитися від пасивної покірності, від настроїв приреченості, він подає їм приклади героїчної мужності й небажання миритися з приниженням. Одоардо любить свою доньку, але вихід із трагічної ситуації знаходить у щонайрішучіших діях. Емілія та Одоардо — носії героїчного первня в трагедії Лессінга, яка містить у собі цілком виразне попередження: людина, наділена абсолютною владою, за певних умов стає злочинцем; пересічна людина за певних умов виявляє героїзм. У ситуації, поданій у «Емілії Ґалотті», героїчна дія поєднана з трагедією.
Соціальний зміст п'єси вперше зауважив Й. -Г. Гердер, один із послідовників Лессінга, запропонувавши як епіграф до трагедії слова: «Вчіться, бо ви попереджені».
Перша вистава «Емілії Ґалотті» відбулася 30 березня 1772 р. в Брауншвейзі, а в квітні того самого року трагедія була поставлена в Берліні трупою Коха. Найвидатніші німецькі актори XVIII ст. з успіхом виконували ролі в трагедії — К.Екґоф (Одоардо), пані Ганзель (Орсіна), Шарлотта Аккерман (Емілія), Шредер (Марінеллі).
Останньою п'єсою Лессінга була трагедія «Натан Мудрий» (1779). На відміну від усіх попередніх творів, вона написана білим віршем. Дія драматичної поеми відбувається наприкінці XII ст. в Єрусалимі, в епоху хрестових походів. В основу «Натана Мудрого» Лессінг поклав думку про те, що фундаментом будь-якої релігії є моральне почуття, а догматичний зміст має минущий характер і жодною мірою не свідчить про вищість однієї релігії над іншою.
Три головні герої «Натана Мудрого» — арабський султан Саладін, багатий єрусалимський купець єврей Натан і християнський лицар-храмовник (тобто член середньовічного лицарського ордену тамплієрів), котрий прибув у Єрусалим з військами хрестоносців, — належать до трьох різних нації й релігій. За ходом розвитку дії драми Лессінг змушує героїв забути упередження, які їх розділяли, усвідомити братерство, що поєднує людей.
Прагнучи межового узагальнення в створенні образів, драматург знову виявляє свою майстерність у побудові характерів. У центрі трагедії — образ Натана Мудрого, глибини особистості котрого розкриваються в його міркуваннях і діях. Після єврейського погрому загинула вся його родина (дружина і семеро дітей). Він три дні й три ночі лежить у поросі та попелі та клянеться віднині нещадно мстити всім християнам без винятку. Але потім до Натана повертається розум. І коли йому приносять християнську дівчинку Реху, він удочеряє її та виховує не згідно з єврейськими переконаннями, а в дусі діяльної любові, яку він сам має у своїй душі.
Моральна висота людини — у прояві діяльної любові, вищості загальнолюдської моралі над штучними догмами. Ці думки були дорогими Лессінгу. Не випадково в одному з начерків драми він записав: «Спосіб мислення Натана… був завжди моїм способом мислення».
Й. -В. Ґете, високо оцінюючи постановку п'єси «Натан Мудрий» у Ваймарі 1801 p., писав: «Нехай… висловлене у ній почуття терпимості та співчуття назавжди зостанеться для народів священним і дорогим». Створюючи свою п'єсу, Лессінг сумнівався, що вона коли-небудь побачить сцену. І його побоювання справдилися. Постановка, здійснена відомим актором і антрепренером Деббеліном у Берліні, протрималася недовго. Лише у 1801 р. Ґете і Шиллер у Веймарському театрі змогли відновити спектакль, ця постановка й проклала шлях «Натанові Мудрому» на сцену. Роль Натана виконувало чимало відомих акторів, і серед них А. Іффланд (1802).
Про значення Лессінга для німецької літератури чудово сказав Й. -В. Ґете: «Така людина, як Лессінг, необхідна для нас, оскільки він великий саме завдяки своєму характеру, завдяки своїй твердості. Настільки ж розумних і освічених людей багато, але де знайти такий характер!»
Творчість Лессінга високо оцінював Іван Франко. Низку творів Лессінга в Україні переклали Є. Попович, Л. Федоришин, М. Годованець, Б. Гавришків.

## Серед інших праць
- «Міс Сара Сампсон»
- «Матеріали до Фауста»

## Українські переклади
- Лессінг Г. Е. Лаокоон. — K. : Мистецтво, 1968.
- Лессінг Г. Е. Байки // Жовтень. — 1970 — № 9.
- Лессінг Г. Е. Байки // Всесвіт. — 1973 — № 4.
- Лессінг Г. Е. Афоризми // Всесвіт. — 1976. — № 8.
- Лессінг Г. Е. Мінна фон Барнгельм. Емілія Галотті. Лаокоон. — K. : Дніпро, 1976. — (Вершини світового письменства).
- Лессінг Г. Е. Притча про три персні // Франко I. Зібрання творів. — K., 1978. — Т. 13.
- Байки у прозі / Г. Е. Лессінг ; пер. з нім. І. М. Артемчук. - К. : Вітчизна, 2008. - 64 с.: іл. - ISBN 978-966-8623-14-1